# Beal Kladeneț, Haskovo
Beal Kladeneț (în bulgară Бял Кладенец) este un sat în comuna Stambolovo, regiunea Haskovo,  Bulgaria. 

## Demografie
Componența etnică a satului Beal Kladeneț
     Bulgari (5,06%)
     Turci (94,93%)
     Nicio identificare (0%)
     Altele (0%)
La recensământul din 2011, populația satului Beal Kladeneț era de 79 locuitori. Din punct de vedere etnic, majoritatea locuitorilor (94,93%) erau turci, cu o minoritate de bulgari (5,06%). Pentru 0,0% din locuitori nu este cunoscută apartenența etnică.